# Kulam Kaju
Kulam Kaju is een bestuurslaag in het regentschap Aceh Barat van de provincie Atjeh, Indonesië. Kulam Kaju telt 194 inwoners (volkstelling 2010).